# Aeroportul Sungai Tiang
Aeroportul Sungai Tiang (IATA: SXT, ICAO: WMAN) este un aeroport din Pahang⁠(d), Malaysia.
aeroportul dispune de o singură pistă.